# Berengar von Poitiers
Berengar von Poitiers (* um 1120), Scholasticus, Schüler und Anhänger Peter Abaelards, war Verfasser einer satirischen Streitschrift gegen Bernhard von Clairvaux nach dem Konzil von Sens (1141).

## Leben
Berengar wurde aus unbekannter Familie um 1120 geboren, seinem Beinamen nach stammte er aus Poitiers. Wahrscheinlich wuchs er als Oblate in einem Zisterzienserkloster auf, verließ allerdings dann den Konvent, um nach Erreichen des Erwachsenenalters, etwa zwischen 1135 und 1140, bei Peter Abaelard in Paris zu studieren, an der Kirche Saint-Hilaire. Berengars Schriften spiegeln wider, dass er in den Artes liberales des Trivium, d. h. in der Grammatik, Rhetorik und Dialektik, bestens ausgebildet war, einen kritischen Geist und ein schriftstellerisches Talent besaß.
Berengar nahm am Konzil von Sens am 25. Mai 1141, welches Abaelards Lehren als ketzerisch verurteilte, als unmittelbarer Augenzeuge teil. Als Abaelards Schriften von den Bischöfen der Franzia vernichtend verurteilt worden waren und im Herbst 1141 die Kunde der päpstlichen Verurteilung vom 16. Juni in Frankreich die Runde machte, trat Berengar in einer Schrift, die er selbst Apologeticus, d. h. Verteidigungsschrift, nannte, vehement zugunsten seines Lehrers ein, prangerte die Fragwürdigkeit der Verurteilung und die noch fragwürdigeren Umstände derselben nach Art der Goliarden mit ätzend-satirischen Worten an. Insbesondere zielte er jedoch auf die Person ab, die hinter dieser Entwicklung stand, Bernhard von Clairvaux. Berengar scheint sich nach dem Konzil von Sens mit Heloisa, der Äbtissin des Paraklet, in Verbindung gesetzt zu haben, denn in dem Manuskript fand sich als längeres Zitat – sicher nicht zufällig – auch Abaelards Confessio fidei, welche für Heloisa persönlich bestimmt war.
Berengar blieb auch danach ein streitbarer Mann, denn er schrieb weitere Streitschriften, z. B. eine gegen den Kartäuserorden und eine weitere gegen die Lehren des Kanonikers Benedikt von Marseille, welche nicht erhalten geblieben ist. Schon zu Berengars Lebzeiten löste der Apologeticus einen Sturm der Entrüstung und die sofortige Gegenreaktion des kirchlichen Lagers aus. Berengar ging in die Cevennen und bat wegen Bernhards Verfolgungen Bischof Wilhelm von Mende (1109–1150) um Hilfe. Berengar war zu diesem Zeitpunkt offensichtlich geächtet, seine akademische Laufbahn beendet. In dem Brief an Bischof Wilhelm rechtfertigte er sein früheres Vorgehen, meinte jedoch, er sei noch sehr jung und unerfahren gewesen, und die Schrift gegen Bernhard nichts anderes als ein Scherz. Allerdings widerrief er seine Kritik an Bernhard von Clairvaux nicht expressis verbis.
Über Berengars weiteres Leben und die Umstände seines Todes ist nichts bekannt.

## Werk
Der Titel der Streitschrift lautet: Apologia Berengarii Pictavensis contra beatum Bernardum, Claraevallensem abbatem, et alios qui condemnaverunt Petrum Abaelardum.
Das Schreiben war kein Produkt einer momentanen Stimmung Berengars, sondern sorgfältig vorbereitet, vielleicht sogar von einem Gremium von Abaelard-Anhängern geplant und von Berengar nur auftragsgemäß ausgeführt worden. Schon zu Beginn seines Schreibens warf Berengar Bernhard vor, er sei in den Artes liberales ungebildet und er habe in seiner Jugend zweideutige Lieder verfasst. Er bezeichnete ihn als den „Hohenpriester Kaiphas“ und verglich Abaelard etwas blasphemisch mit Christus. Dann schilderte er aus seiner Sicht die Zusammenkunft der geistlichen Würdenträger am Vorabend des Konzils von Sens. Die Prälaten seien nichts anderes als ein desinteressierter, betrunkener Haufen gewesen. Nicht nur diese, sondern auch viele andere Passagen des Schreiben bedürfen der Aufmerksamkeit, enthalten sie doch bei aller Subjektivität wichtige Hinweise über den Ablauf der Verurteilung Peter Abaelards. Weitere Details übernimmt man am besten der Übersetzung von U. Niggli.
Obwohl Berengar selbst davon sprach, dass seine Verteidigungsschrift die Runde in Frankreich und Italien gemacht habe, sind nur wenige Manuskripte bis in unsere Zeit erhalten geblieben, ausnahmslos Kopien aus späteren Jahrhunderten:
- MS Paris, Bibl. nat. lat. 2923, ff. 43–45 (Kopie wie aus dem 13. Jahrhundert, einst im Besitz Petrarcas, enthält auch Abaelards Soliloquium)
- MS Troyes Bibl. Mun. 802 (13. Jahrhundert)
- MS Brügge, Stadsbibliotheek, 398, ff. 17r–20v. (Auszüge, 14. Jahrhundert)
- MS Oxford, Bodleian, Add. C, 271, ff. 76r–81v. (einst in Cambrai, auch Briefe an den Bischof von Mende und die Kartäuser, 14. Jahrhundert)
- MS Paris, Bibl. nat. lat. 1896, ff. 185v–189v. (14. Jahrhundert)
- MS Orléans, Bibl. Mun., 78, f. 63ff. (auch Brief an den Bischof von Mende, 15. Jahrhundert)
- MS Notre-Dame, Indiana, Univ. mem. Library, 30, ff. 162v–163v (15. Jahrhundert)

- Ein heute verlorenes Manuskript aus Saint-Victor in Paris (GGG17) soll ebenfalls die Schrift enthalten haben.

## Zitat
„In dieser Notlage beantragte Abaelard Asyl zwecks Abklärung seines Falls in Rom. Er sprach: ‚Ich bin ein Sohn der römischen Kirche. Ich will nicht, dass meine Sache wie die eines Ketzers abgeurteilt wird. Ich lege Berufung beim Oberhaupt ein.‘ Aber Abt Bernhard, auf dessen Arm die Menge der Hohen Geistlichen vertraute, sprach nicht wie der römische Statthalter, der Paulus in Fesseln legte: ‚Du hast an Caesar appelliert, zu Caesar sollst Du gehen‘, sondern ‚Du appellierst an Caesar? Zu Caesar wirst Du nicht gehen!‘ Er erstattete dem Papst Meldung über die Ereignisse und alsbald flog das Verdammungsurteil gegen Peter vom Römischen Stuhl durch das Gebiet der Gallischen Kirche. Man verurteilte, oh Schmerz, den Abwesenden ohne Anhörung und mangels von Beweisen! Was soll ich sagen? Oder was soll ich nicht sagen, Bernhard?“